# Brookesia exarmata
Brookesia exarmata är en ödleart som beskrevs av  Giovanni Schimmenti och JESU 1996. Brookesia exarmata ingår i släktet Brookesia och familjen kameleonter. IUCN kategoriserar arten globalt som starkt hotad. Inga underarter finns listade.